# مارک آری
مارک آری (انگلیسی: Mark Arie; ۲۷ مارس ۱۸۸۲ – ۱۹ نوامبر ۱۹۵۸) تیرانداز اهل ایالات متحده آمریکا بود.
وی در مسابقات کشوری و بین‌المللی در مجموع برندهٔ ۲ مدال طلا شده‌است.